# Ypry
Ypry (nizozemsky Ieper, francouzsky Ypres) je belgické město a správní centrum jednoho z arrondissementů vlámské provincie Západní Flandry. Žije zde přibližně 35 tisíc obyvatel.

## Historie
Až do roku 1914 byly Ypry známé jako historické městečko s impozantní gotickou soukenickou tržnicí na hlavním náměstí.
Za první světové války bylo okolní území (Yperský oblouk) posledním kouskem Belgie, který se Němcům nepodařilo obsadit. Spojenci se tam za každou cenu snažili udržet, aby se Němci nemohli dostat ke strategickým přístavům Dunkerque a Calais. V Yperském oblouku se odehrály čtyři velké bitvy, ale i když se jen „normálně“ bojovalo, přicházely o život desetitisíce vojáků. Fronta se zde pohybovala v blátě, vlhku a chladu jen o pár kilometrů tam a zpátky. Do dějin a do všech jazyků však definitivně vstoupily Ypry 22. dubna 1915, kdy během druhé bitvy u Yper mezi městy Langemark a Steenstraete byl poprvé v historii lidstva ve velkém měřítku vyzkoušen chemický jedovatý bojový plyn (konkrétně chlór), avšak ani přes jeho zničující sílu se Němcům nepodařilo prolomit frontu. Později (roku 1917) byl u města použit i plyn yperit – takzvaný hořčičný plyn, který své jméno dostal podle Yper.
Posledním žijícím vojákem, který zažil boje u Yper, byl Angličan Harry Patch (†2009), po krátkou dobu i nejstarší muž Evropy.

## Osobnosti
- Adéla Francouzská (cca 1009–1079), normandská vévodkyně a flanderská hraběnka
- Jacobus de Kerle (1531 nebo 1532-1591), franko-vlámský hudební skladatel.
- Cornelius Jansen (1585–1638), nizozemský katolický teolog, zakladatel jansenizmu, biskup ypernský
- Nicholas Lens (* 1957), belgický hudební skladatel
- Yves Leterme (* 1960), belgický politik

## Partnerská města
- Lehrte, Německo
- Saint-Omer, Francie
- Siegen, Německo
- Wa, Ghana